# Propilee

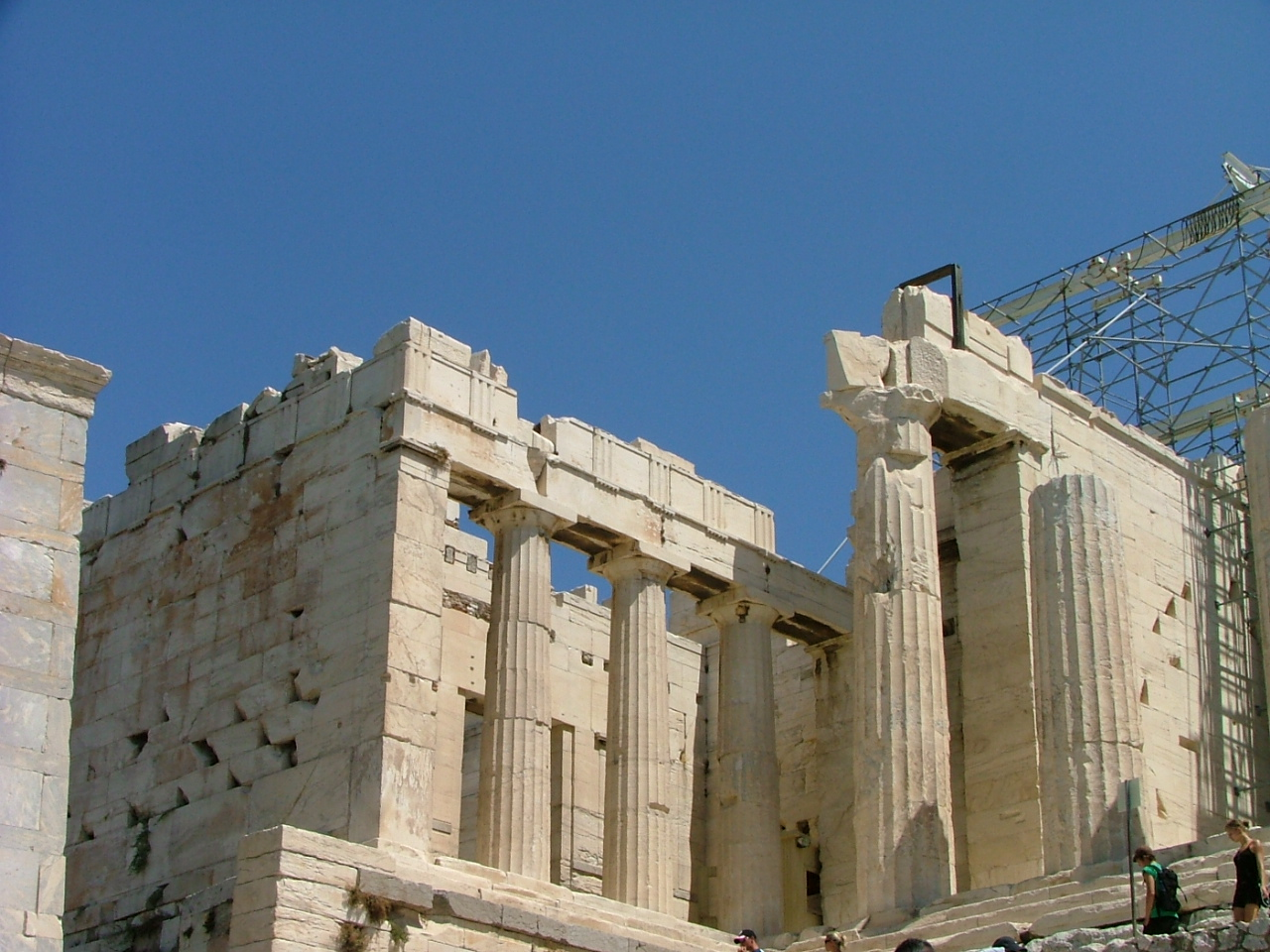
Ruinele propileelor Acropolei din Atena

Propilee (din greacă Προπύλαια - propylaion – „avanpoartă”, care este înaintea porților) reprezintă o intrare monumentală a unui templu sau a unui palat din antichitate, formată din mai multe încăperi și porți, legate între ele cu porticuri și cu scări.
Cele mai celebre propilee (termenul se utilizează numai la plural) sunt cele ale Acropolei din Atena antică, construite în perioada 437 i.h.-432 i.h. de arhitectul Mnesicles. Propileele, construite în întregime din marmură pentelică, erau o intrare monumentală, cu aspect de fronton al unui templu, flancată de două corpuri de clădiri cu coloane dorice. Prin porticul central, cu coloane de asemenea în stil doric, cinci porți deschideau intrarea - printr-un vestibul cu coloane ionice, mai zvelte - în marea incintă sacră. Poarta centrală, cea mai mare, era rezervată intrării călăreților și animalelor de sacrificiu. Într-una din cele două clădiri laterale era așa-numita Pinacotecă, ce adăpostea picturile de seamă aduse ca daruri votive zeiței.

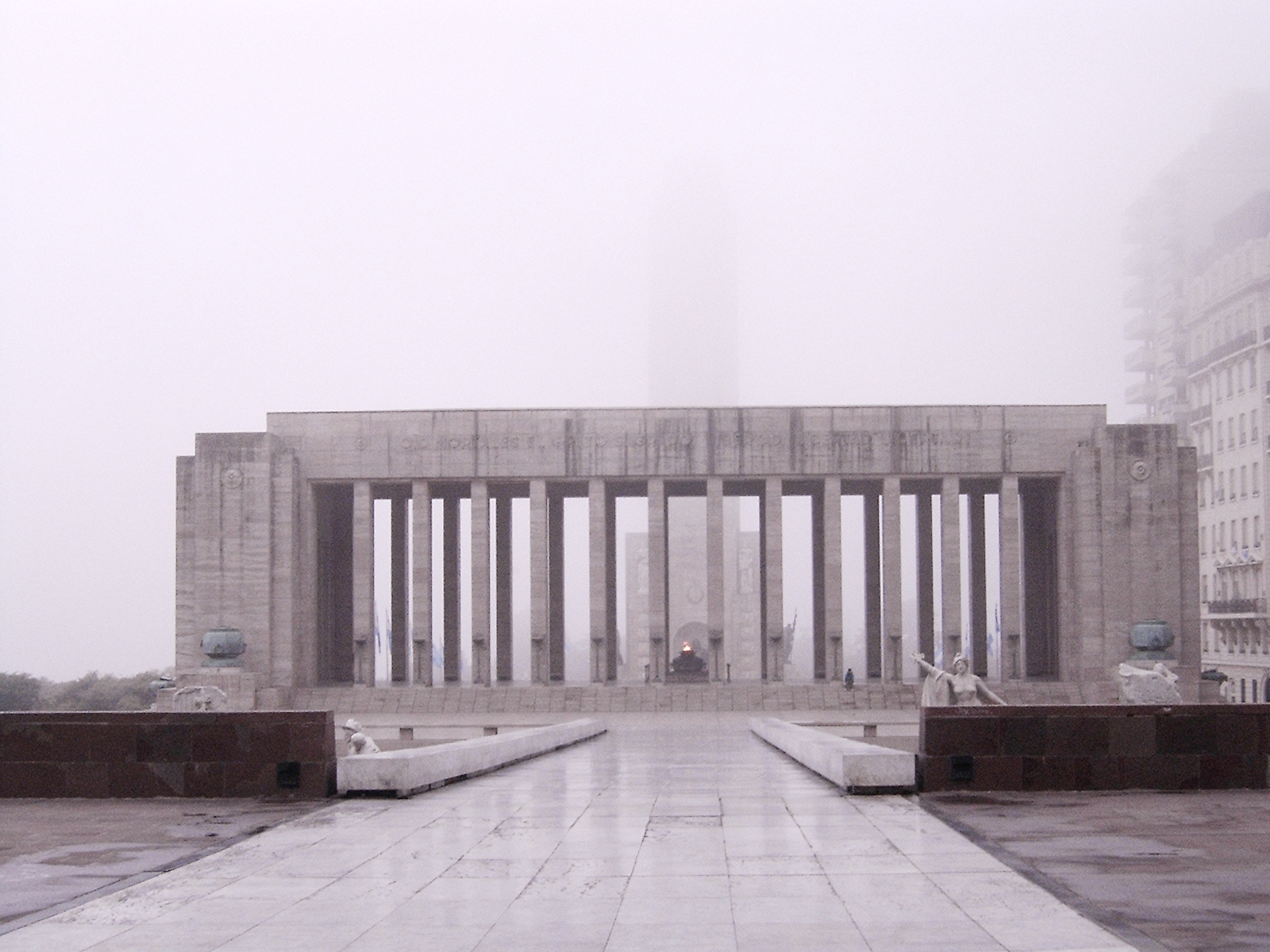
Propilee moderne ale Monumento Histórico Nacional a la Bandera (Monumentul Național al Drapelului), din Rosario, Argentina

Prin extensie, termenul se aplică la orice colonadă monumentală de la intrarea unui templu sau a unui palat, formată din mai multe porți legate între ele cu porticuri și scări.